# Euphrasia pseudopaucifolia
Euphrasia pseudopaucifolia là loài thực vật có hoa thuộc họ Cỏ chổi. Loài này được T.Siddiqui & Qaiser mô tả khoa học đầu tiên năm 1989.